# Liste der Autorenbeteiligungen und Produktionen von Carl Falk
Dies ist eine Übersicht über die Autorenbeteiligungen und Musikproduktionen des schwedischen Musikers Carl Falk. Zu berücksichtigen ist, dass Hitmedleys, Remixe, Liveaufnahmen oder Neuaufnahmen des gleichen Interpreten nicht aufgeführt werden. Ebenso werden aus Gründen der besseren Übersicht lediglich nennenswerte Coverversionen aufgeführt. Für eine Übersicht aller Charterfolge siehe Carl Falk/Diskografie.

## A
| Jahr | Titel                      | Interpret       | Album             |
| ---- | -------------------------- | --------------- | ----------------- |
| 2015 | Addicted                   | Madonna         | Rebel Heart       |
| 2019 | Ain’t a Thing (feat. Bonn) | Avicii          | Tim               |
| 2008 | All the Way                | Garou           | Pieces of My Soul |
| 2006 | Amazing                    | Westlife        | Face to Face      |
| 2018 | Anything Possible          | Southern Halo   | –                 |
| 2019 | Art of Pretending          | Brooke Williams | –                 |

## B
| Jahr | Titel                               | Interpret        | Album                        |
| ---- | ----------------------------------- | ---------------- | ---------------------------- |
| 2013 | B*tch (feat. Tommy Lee)             | Sofia Toufa      | –                            |
| 2012 | Back for You                        | One Direction    | Take Me Home                 |
| 2019 | Bad Reputation (feat. Joe Janiak)   | Avicii           | Tim                          |
| 2018 | Battle (feat. Faouzia)              | David Guetta     | 7                            |
| 2008 | Beautiful Lie (feat. Nick Carter)   | Jennifer Paige   | Best Kept Secret             |
| 2016 | Better Than Me                      | Olly Murs        | 24 Hrs                       |
| 2011 | Black out the Sun                   | Darren Hayes     | Secret Codes and Battleships |
| 2018 | Blame It on Me (feat. Madison Beer) | David Guetta     | 7                            |
| 2014 | Blind Your Love                     | Cher Lloyd       | Sorry I’m Late               |
| 2011 | Bloodstained Heart                  | Darren Hayes     | Secret Codes and Battleships |
| 2008 | Break the Silence                   | Jon Peter Lewis  | Break the Silence            |
| 2014 | Break Your Plans                    | The Fray         | Helios                       |
| 2016 | Born Again Tomorrow                 | Bon Jovi         | This House Is Not for Sale   |
| 2015 | Borrowed Time                       | Madonna          | Rebel Heart                  |
| 2014 | Break Your Plan’s                   | The Fray         | Helios                       |
| 2015 | Broken Arrows                       | Avicii           | Stories                      |
| 2009 | Broken Tonight (feat. Vanvelzen)    | Armin van Buuren | –                            |
| 2011 | Burning Up                          | Nick Carter      | I’m Taking Off               |

## C
| Jahr | Titel          | Interpret     | Album                |
| ---- | -------------- | ------------- | -------------------- |
| 2012 | Change My Mind | One Direction | Take Me Home         |
| 2020 | Caution        | The Killers   | Imploding the Mirage |

## D
| Jahr | Titel                                            | Interpret             | Album                                                        |
| ---- | ------------------------------------------------ | --------------------- | ------------------------------------------------------------ |
| 2018 | Dancer                                           | Flo Rida              | –                                                            |
| 2014 | Dar um Jeito (We Will Find a Way) (feat. Avicii) | Santana & Wyclef Jean | One Love, One Rhythm: The 2014 FIFA World Cup Official Album |
| 2015 | Devil Play                                       | Madonna               | Rebel Heart                                                  |
| 2015 | Die a Happy Man                                  | Thomas Rhett          | Tangled Up                                                   |
| 2004 | Disconnected                                     | Lindsay Lohan         | Speak                                                        |
| 2007 | Domal El Aire                                    | Timbiriche            | Vivo en vivo                                                 |
| 2008 | Don’t Call This Love                             | Stefanie Heinzmann    | Masterplan                                                   |
| 2008 | Don’t Call This Love                             | Leon Jackson          | Right Now                                                    |
| 2011 | Don’t Hold Your Breath                           | Nicole Scherzinger    | Killer Love                                                  |
| 2020 | Don’t Stop (frat. Chase)                         | Jay                   | –                                                            |
| 2010 | Drive by Life                                    | A. J. McLean          | Have It All                                                  |

## F
| Jahr | Titel                         | Interpret        | Album                     |
| ---- | ----------------------------- | ---------------- | ------------------------- |
| 2019 | Fades Away (feat. Noonie Bao) | Avicii           | Tim                       |
| 2016 | First Time                    | Carly Rae Jepsen | E-MO-TION (Side B)        |
| 2007 | Flipside                      | The Click Five   | Modern Minds and Pastimes |
| 2014 | Forever Until Tomorrow        | MKTO             | MKTO                      |

## G
| Jahr | Titel                                         | Interpret          | Album     |
| ---- | --------------------------------------------- | ------------------ | --------- |
| 2006 | God Only Knows                                | Stephanie McIntosh | Tightrope |
| 2020 | Goofy                                         | MishCatt           | –         |
| 2020 | Goofy Pt.2 (feat. Sofia Reyes & De La Ghetto) | MishCatt           | –         |

## H
| Jahr | Titel                       | Interpret        | Album             |
| ---- | --------------------------- | ---------------- | ----------------- |
| 2013 | Happily                     | One Direction    | Midnight Memories |
| 2012 | Happy Birthday              | Sowelu           | 29 Tonight        |
| 2017 | Hands                       | Johnnosi         | Blood Jungle      |
| 2010 | Have It All                 | A. J. McLean     | Have It All       |
| 2012 | Heart Attack                | One Direction    | Take Me Home      |
| 2013 | Heartless                   | A*M*E            | –                 |
| 2019 | Heaven (feat. Chris Martin) | Avicii           | Tim               |
| 2010 | Hello Mr. Sun               | Joe Brooks       | Constellation Me  |
| 2010 | Hey Sexy Lady               | i Square         | –                 |
| 2011 | Hey                         | Matthew Morrison | Matthew Morrison  |
| 2011 | Holes Inside                | Joe Brooks       | A Reason to Swim  |

## I
| Jahr | Titel                              | Interpret                    | Album               |
| ---- | ---------------------------------- | ---------------------------- | ------------------- |
| 2007 | I’ll Be Your Desire                | Journey South                | Home                |
| 2021 | I Should Be Loving You (feat. You) | Armin van Buuren & DubVision | –                   |
| 2009 | I Want It                          | Brad Johner                  | Lookin’ at You      |
| 2011 | I Wish                             | One Direction                | Up All Night        |
| 2009 | In Or Out                          | Jeanette Biedermann          | Undress to the Beat |

## J
| Jahr | Titel  | Interpret                    | Album          |
| ---- | ------ | ---------------------------- | -------------- |
| 2012 | Juliet | Lawson                       | Chapman Square |
| 2019 | Jump   | David Guetta & GlowInTheDark | -              |

## K
| Jahr | Titel             | Interpret     | Album                      |
| ---- | ----------------- | ------------- | -------------------------- |
| 2012 | Kiss You          | One Direction | Take Me Home               |
| 2008 | Kiss You All Over | Danny Saucedo | –                          |
| 2016 | Knockout          | Bon Jovi      | This House Is Not for Sale |

## L
| Jahr | Titel                            | Interpret                        | Album                              |
| ---- | -------------------------------- | -------------------------------- | ---------------------------------- |
| 2011 | La Hora Buena (Right Time)       | Elenco De Cuando Toca La Campana | Cuando Toca la Campana             |
| 2012 | Last First Kiss                  | One Direction                    | Take Me Home                       |
| 2019 | Last Hurrah (David Guetta Remix) | Bebe Rexha                       | –                                  |
| 2012 | Learn to Love Again              | Lawson                           | Chapman Square                     |
| 2009 | Leaving                          | Westlife                         | Where We Are                       |
| 2015 | Let’s Not Be Alone               | R5                               | Sometime Last Night                |
| 2012 | Live While We’re Young           | One Direction                    | Take Me Home                       |
| 2012 | Live While We’re Young           | Glee                             | Glee: The Music - Season 4, Vol. 1 |
| 2017 | Like I Love You                  | Emelie Hollow                    | –                                  |
| 2019 | Lola                             | Iggy Azalea & Alice Chater       | –                                  |
| 2010 | Lose My Mind                     | The Wanted                       | Have It All                        |
| 2015 | Lost & Found                     | Ellie Goulding                   | Delirium                           |
| 2015 | Love Was My Alibi                | Kris Fogelmark                   | The Water Diviner (OST)            |

## M
| Jahr | Titel              | Interpret           | Album            |
| ---- | ------------------ | ------------------- | ---------------- |
| 2010 | Marching Band      | Joe Brooks          | Constellation Me |
| 2018 | Meet You There     | 5 Seconds of Summer | Youngblood       |
| 2018 | More               | 5 Seconds of Summer | Youngblood       |
| 2009 | More Than I Do Now | Kevin Borg          | The Beginning    |
| 2018 | Moving Along       | 5 Seconds of Summer | Youngblood       |

## N
| Jahr | Titel                           | Interpret           | Album                    |
| ---- | ------------------------------- | ------------------- | ------------------------ |
| 2011 | No More Tears on the Dancefloor | Anders & Fahrenkrog | Two                      |
| 2017 | No More Tears on the Dancefloor | Steps               | Tears on the Dancefloor  |
| 2008 | No Words                        | Cortes              | When You Say You Love Me |
| 2010 | Now Is the Hour                 | Jennifer Rush       | Now Is the Hour          |

## O
| Jahr | Titel                           | Interpret     | Album                    |
| ---- | ------------------------------- | ------------- | ------------------------ |
| 2014 | One Last Time                   | Ariana Grande | My Everything            |
| 2012 | One Last Time (feat. Taped Rai) | David Guetta  | Nothing but the Beat 2.0 |
| 2011 | One Thing                       | One Direction | Up All Night             |
| 2008 | Open Night                      | Fady Maalouf  | Blessed                  |

## P
| Jahr | Titel                               | Interpret    | Album                       |
| ---- | ----------------------------------- | ------------ | --------------------------- |
| 2018 | Para Que te Quedes (feat. J Balvin) | David Guetta | 7                           |
| 2012 | Pound the Alarm                     | Nicki Minaj  | Pink Friday: Roman Reloaded |

## R
| Jahr | Titel             | Interpret    | Album                      |
| ---- | ----------------- | ------------ | -------------------------- |
| 2013 | Really Don’t Care | Demi Lovato  | Demi                       |
| 2013 | Red Lights        | Tiësto       | A Town Called Paradise     |
| 2017 | Refugee           | Skip Marley  | –                          |
| 2013 | Rest of Our Life  | Jason Derulo | Tattoos                    |
| 2015 | Rest Your Love    | The Vamps    | Wake Up                    |
| 2016 | Reunion           | Bon Jovi     | This House Is Not for Sale |
| 2016 | Roller Coaster    | Bon Jovi     | This House Is Not for Sale |

## S
| Jahr | Titel                             | Interpret                   | Album                       |
| ---- | --------------------------------- | --------------------------- | --------------------------- |
| 2014 | Satisfaction Guaranteed           | Alyssa Reid                 | Time Bomb                   |
| 2008 | Sacrificial Love                  | Cortes                      | When You Say You Love Me    |
| 2013 | Shouldn’t Come Back               | Demi Lovato                 | Demi                        |
| 2018 | Slow It Down                      | Charlie Puth                | Voicenotes                  |
| 20   | Solitary Rose                     | Jeanette Biedermann         | Undress to the Beat         |
| 2015 | Somebody to You                   | Emicii                      | –                           |
| 2014 | Somebody to You                   | The Vamps feat. Demi Lovato | Meet The Vamps              |
| 2015 | Stars                             | Demi Lovato                 | Confident                   |
| 2012 | Starships                         | Nicki Minaj                 | Pink Friday: Roman Reloaded |
| 2019 | Stay (Don’t Go Away) (feat. Raye) | David Guetta                | –                           |
| 2015 | Sunset Jesus                      | Avicii                      | Stories                     |
| 2021 | Sunshine                          | Liam Payne                  | Ron läuft Schief Soundtrack |

## T
| Jahr | Titel                      | Interpret           | Album                        |
| ---- | -------------------------- | ------------------- | ---------------------------- |
| 2018 | Talk Fast                  | 5 Seconds of Summer | Youngblood                   |
| 2011 | Talk Talk Talk             | Darren Hayes        | Secret Codes and Battleships |
| 2013 | Teenage Kings              | Embem3              | Nothing to Loose             |
| 2007 | The Guardian               | Delta Goodrem       | Delta                        |
| 2011 | The Siren’s Call           | Darren Hayes        | Secret Codes and Battleships |
| 2018 | There’s One                | Cliff Richard       | Rise Up                      |
| 2010 | These Broken Hands of Mine | Joe Brooks          | Constellation Me             |
| 2019 | Thief                      | Alice Chater        | –                            |
| 2010 | Too Late for Hallelujah    | Boyzone             | Brother                      |
| 2013 | Treatment                  | Labrinth            | Beneath Your Beautiful       |
| 2015 | Trouble                    | Avicii              | Stories                      |
| 2011 | True Love                  | Destinee & Paris    | –                            |
| 2011 | Troublemaker               | Taio Cruz           | TY.O                         |

## W
| Jahr | Titel                              | Interpret       | Album            |
| ---- | ---------------------------------- | --------------- | ---------------- |
| 2010 | Walking Blind                      | Nikki Kerkhof   | Let It Go        |
| 2015 | Wasted Love                        | Steve Angello   | Human            |
| 2016 | Weak Spots                         | John Engelbert  | Air Is Free      |
| 2017 | Weak Spots                         | Johnossi        | Blood Jungle     |
| 2012 | We’re the Shit                     | Cady Groves     | This Little Girl |
| 2005 | Whatever Will Be                   | Tammin Sursok   | Whatever Will Be |
| 2006 | Whatever Will Be                   | Vanessa Hudgens | V                |
| 2011 | What Makes You Beautiful           | One Direction   | Up All Night     |
| 2011 | What Makes You Beautiful           | The Piano Guys  | The Piano Guys   |
| 2013 | Where Did You Go?                  | Midnight Red    | Midnight Red EP  |
| 2011 | White Lies                         | The Saturdays   | On Your Radar    |
| 2006 | Who You Are                        | Lunatica        | Edge of Infinity |
| 2017 | Without You (feat. Sandro Cavazza) | Avicii          | Avīci (01)       |
| 2011 | World in Our Hands                 | Taio Cruz       | TY.O             |

## Y
| Jahr | Titel                                 | Interpret          | Album               |
| ---- | ------------------------------------- | ------------------ | ------------------- |
| 2013 | You Don’t Know What You Are Sorry For | Sweetbox           | The Next Generation |
| 2006 | You Should Have Lied                  | Stephanie McIntosh | Tightrope           |
| 2015 | Your Type                             | Carly Rae Jepsen   | E-MO-TION           |